# آل أورتر

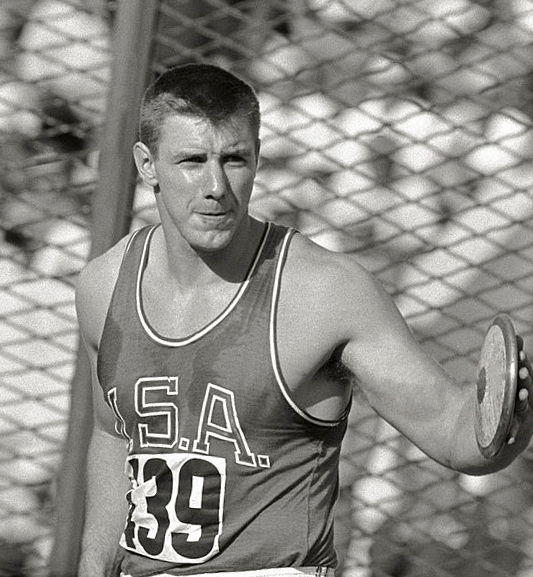
آل أورتر.

آل أورتر (Al Oerter) هو لاعب أولمبي لرياضة ألعاب القوى من الولايات المتحدة. شارك في الأولمبياد الصيفي في 1956–1968، وفاز بما مجموعه 4 ميداليات.

## الميداليات
| ذهب | فضة | برونز | المجموع |
| 4   | 0   | 0     | 4       |

## وصلات خارجية
- آل أورتر على موقع IMDb (الإنجليزية)
- آل أورتر على موقع الموسوعة البريطانية (الإنجليزية)
- آل أورتر على موقع إن إن دي بي (الإنجليزية)

- آل أورتر على موقع الاتحاد الدولي لألعاب القوى (الإنجليزية)
- آل أورتر على موقع الاتحاد الأمريكي لسباقات المضمار والميدان، قاعة المشاهير (الإنجليزية)
- آل أورتر على موقع اللجنة الأولمبية الدولية (الإنجليزية)
- آل أورتر على موقع أوليمبيديا (الإنجليزية)
- آل أورتر على موقع قاعة كنساس للمشاهير الرياضية (مؤرشف) (الإنجليزية)